# لوئیس وندن برگه
لوئیس وندن برگه (به فرانسوی: Louis Vanden Berghe) (گاهی به املای «لویی واندن برگ» و «لوئی واندنبرگ» هم نوشته شده) (زاده ۲۴ دسامبر ۱۹۲۳ – درگذشته ۱۷ سپتامبر ۱۹۹۳ (۶۹ سال)) باستان‌شناس، ایران‌شناس و تاریخ‌نگار هنر بلژیکی بود. او تحصیلات خود را در رشته باستان‌شناسی و تاریخ هنر خاور نزدیک در دانشگاه گنت آغاز کرد و سپس زبان‌های شرقی را در دانشگاه‌های بروکسل، آمستردام و لیدن آموخت. وی در سال ۱۹۵۰ با دفاع از رساله‌ای درباره سفال‌های منقوش ماقبل تاریخ، درجه دکترا دریافت کرد و به سمت استادیاری در دانشگاه گنت منصوب شد. او در این دانشگاه درس باستان‌شناسی ایران را بنیان نهاد و در سال ۱۹۵۹ با انتشار کتاب باستان‌شناسی ایران باستان به ساختارمند شدن این حوزه در بلژیک کمک کرد.  
وندن برگه به همراه رومن گیرشمن مجله تخصصی ایرانیکا آنتیکوا (Iranica Antiqua) را تأسیس کرد. وی در سال ۱۹۶۵ به مقام استادی دانشگاه گنت رسید و مدیریت سمینار باستان‌شناسی خاور نزدیک باستان را بر عهده گرفت.  
از سال ۱۹۶۵ تا ۱۹۷۹، او کاوش‌های گسترده‌ای را در استان لرستان، به‌ویژه منطقه پشت‌کوه، هدایت کرد و به مطالعه جوامع باستانی تولیدکننده برنز پرداخت. از جمله کشفیات مهم او می‌توان به گورستان بنی‌سورمه در لرستان، گورستان بزپار در فارس، و شناسایی پنج محوطه دارای نقش برجسته‌های سنگی شامل هونگ نوروزی، کوه طراز، کوه تینا، شکفت گلگل و نقش برجسته آناهیتا در داراب اشاره کرد. او همچنین جاده‌های باستانی در منطقه فیروزآباد را مستند کرد. بخشی از پژوهش‌هایش در استان‌های کردستان، کرمانشاه و فارس انجام شد که با همکاری ارنست هایرینک به مطالعه و مستندسازی نقش برجسته‌های سنگی ایران باستان انجامید.  
نتایج کارهای میدانی وندن برگه در قالب نمایشگاه‌هایی در چندین کشور به نمایش درآمد. در ۱۲ سپتامبر ۱۹۶۴، دانشگاه تهران به پاس خدمات او به باستان‌شناسی ایران، به وی دکترای افتخاری اعطا کرد.  
از آثار شاخص او می‌توان به این موارد اشاره کرد:
- کتابشناسی تحلیلی باستان‌شناسی ایران باستان (۱۹۷۹)،
- نقش برجسته‌های سنگی ایران باستان (۱۹۸۴)،
- در مسیر تمدن‌های ایران باستان: سهم بلژیکی‌ها در شناخت میراث تاریخی ایران (۱۹۶۸)
- شکوه ساسانیان (۱۹۹۳)

پژوهش او درباره ۸۸ نقش برجسته از ایران باستان، در سال ۱۹۸۳ منتشر شد.  